# Ambridge
Ambridge é um distrito localizado no estado norte-americano da Pensilvânia, no Condado de Beaver.

## Demografia
Segundo o censo norte-americano de 2000, a sua população era de 7769 habitantes. 
Em 2006, foi estimada uma população de 7219, um decréscimo de 550 (-7.1%).

## Geografia
De acordo com o United States Census Bureau tem uma área de 
4,4 km², dos quais 3,8 km² cobertos por terra e 0,6 km² cobertos por água. Ambridge localiza-se a aproximadamente 235 m acima do nível do mar.

## Localidades na vizinhança
O diagrama seguinte representa as localidades num raio de 8 km ao redor de Ambridge. 